# Crazy Town
Crazy Town es una banda estadounidense de rap rock, formada en 1995 en Los Ángeles, California, por Bret Mazur  y Seth Binzer. Se hicieron mundialmente conocidos por su hit del 2000 "Butterfly" que se posicionó como #1 en 15 listas musicales de diferentes países incluyendo Estados Unidos en el Billboard hot 100.

## Historia

### Crazy Town (1995 - 1999)
Ambos descubrieron la música de jóvenes. Se conocieron en 1995 en un estudio en Hollywood y formaron un grupo llamado en un principio The Brimstone Sluggers. Luego en 1999 incorporaron al grupo nuevos miembros y añadieron a sus músicas características del rapcore y del nu metal. Ya concretados lanzan su primer álbum The Gift of Game ese mismo año.

### The Gift of Gamey su éxitoButterfly(1999–2000)
El álbum The Gift of Game le siguió un Tour con la banda Red Hot Chili Peppers. El guitarrista Rust Epique deja la banda mientras que el álbum estaba en un proceso de mezcla, y el grupo decide reemplazarlo por Kraig Tyler más tarde. Los primeros sencillos del álbum, "Toxic" y "Darkside" fueron lanzados obteniendo muy poca popularidad.
En el año 2000 Crazy Town firmó contrato para una gira con el festival Ozzfest, sin embargo fueron forzados a renunciar luego de solo dos semanas cuando Binzer fue arrestado por tirar una silla a través de una ventana mientras se encontraba borracho. En este momento DJ AM deja la banda. Crazy Town edita su tercer sencillo en el 2000, "Butterfly" (el cual usa samples de la canción de Red Hot Chili Peppers' "Pretty Little Ditty"). Alcanza el número 1 en la clasificación Billboard Hot 100. Después de esto DJ AM vuelve a la banda. Soundscan reporta 100,000 de ventas del álbum The Gift of Game previos a la edición de Butterfly. Luego de que Butterfly alcanzara el número 1, las ventas excedieron los 1.5 millones. 
Crazy Town estuvo de gira con Ozzfest en 2001, sin DJ AM. Recibieron críticas encontradas, mucha gente en el público del Ozzfest burlonamente los llamaban "The Butterfly Boys". Un cuarto simple, "Revolving Door", fue lanzado y recibiendo una limitada aceptación. Crazy Town también hizo aparición en el video de Sean Combs llamado "Bad Boy for Life" en 2001.

### Darkhorse(2001–2003)
Su segundo álbum, Darkhorse, fue producido en el 2002 por Howard Benson, haciendo que el álbum tenga más influencias al Rock Alternativo. Antes de la grabación del álbum, DJ AM deja la banda una vez más, y el baterista James Bradley Jr. es reemplazado por Kyle Hollinger, que anteriormente tocó para la banda Svel. El álbum alcanzó una pequeña popularidad, lanzando solo dos sencillos: "Hurt You So Bad" y "Drowning". Después del lanzamiento del álbum, la banda se desintegra en el 2003.

### Crazy Town en receso
Binzer lanza su primer álbum como solista "Happy Love Sick", bajo el alias de "Shifty" en el 2004, produciendo el sencillo "Slide Along Side". Binzer también contribuyó vocales a Paul Oakenfold en el sencillo "Starry Eyed Surprise".
Tyler contribuyó a "Ringer", un proyecto formado por Eric Powell de la banda 16volt. Aunque su álbum no fue lanzado oficialmente, se puede descargar desde su página web.
Rust Epique eligió "Pre) thing" en el 2003. Lanzó el álbum "22nd Century Lifestyle" que obtuvo bastante rotación radial, pero en poco tiempo después Epique muere de un fatal ataque al corazón en su hogar en Las Vegas.
Dj AM deja la banda después de su primer disco y se centra más en su carrera como DJ en solitario, también colaborando con el baterista de Blink-182, Travis Baker. Luego un 28 de agosto de 2009 es hallado muerto en su lujoso departamento debido a una sobredosis de Crack y fármacos prescritos. DJ AM ya había superado una etapa como alcohólico y adicto a las drogas y llevó cerca de 11 años sobrio. Antes de morir estaba realizando un reality sobre la rehabilitación de drogas que quedó con un episodio inconcluso.

### The Brimstone Sluggers(2013–presente)
En el 2013 en una entrevista con New Metal 4U, Epic y Shifty dijeron que Crazy Town estaba grabando lo que sería su próximo álbum titulado The Brimstone Sluggers.
En el 2013 crearon una nueva página oficial en las redes de Facebook y Twitter para la banda. En diciembre de 2013 ellos lanzan un nuevo sencillo titulado Lemonface.

## Miembros

### Miembros actuales
- Rick «R1ckOne» Dixon: disc-jockey, samples, coros (2010-)
- Elias «ET» Tannous: guitarra, coros (2016-)
- Hasma Angeleno: bajo, coros (2017-)
- Roland Banks: batería, percusión (2017-)
- Filippo Dallinferno: guitarra, coros (2018-)

### Miembros en vivo
- Bobby Reeves: vocalista (2016-2017)
- Boondock: vocalista (2016-2017)
- Chris Barber: batería (2017-2018)
- Pigsy: bajo, coros (2020)

### Miembros anteriores
- Bret «Epic» Mazur: vocalista, bajo, teclados, disc-jockey (1995-2003; 2007-2017)
- Adam «DJ Adam 12» Bravin: disc-jockey, samples, teclados (1995-1996)
- Charles «Rust Epique» Lopez: guitarra (1999-2000; fallecido en 2004)
- Adam «DJ AM» Goldstein: disc-jockey, samples, teclados (1999-2000; fallecido en 2009)
- James «JBJ» Bradley Jr.: batería (1999-2001)
- Doug «Faydoe Deelay» Miller: bajo (1999-2003)
- Antonio Lorenzo «Trouble» Valli: guitarra (1999-2003)
- Kraig «Squirrel» Tyler: guitarra rítmica, coros (2000-2003)
- Kyle Hollinger: batería (2001-2003)
- Ahmad «Deadsie» Alkurabi: guitarra (2014-2015)
- Omar Gusmao: guitarra (2015-2016)
- Nick «Dax» Diiorio: bajo, coros (2014-2017)
- Kevin Kapler: batería (2014-2017)
- Luca Pretorius: batería (2017-2018)
- Seth «Shifty» Binzer: vocalista (1995-2003; 2007-2024; fallecido en 2024)

## Discografía

### Álbumes de estudio
| 1999 | The Gift of Game - Lanzamiento: 9 de noviembre de 1999 - Discográfica: Columbia Records - Formatos: CD, CS           | 1   | 9   | 7 | 15  | 27 | 10 | 11 | 3  | 2 | 8 | - US: Platinum - CAN: Platinum - AUS: Gold - BPI: Silver |
| 2002 | Darkhorse - Lanzamiento: 12 de noviembre de 2002 - Discográfica: Columbia Records - Formatos: CD, CS - Silver (RIAA) | n/a | 120 | — | 164 | —  | —  | —  | 90 | — | — | —                                                        |
| 2015 | The Brimstone Sluggers - Lanzamiento: 28 de agosto de 2015 - Discográfica: Membran - Formatos: CD, Descarga Digital  | n/a | —   | — | —   | —  | —  | —  | —  | — | — | —                                                        |
| "—" denota que el álbum no entró en las listas o que no recibió certificación "n/a" - una banda que solo estuvo una vez en los US Heat chart | |     |     |   |     |    |    |    |    |   |   |                                                          |

2022??..The Beautiful and insane

### Sencillos
| 1999                                              | "Toxic"                                   | — | —  | —  | —  | —  | — | —  | —  | —  | —  | —  | — | The Gift of Game       |
| 2000                                              | "Darkside"                                | — | —  | —  | —  | —  | — | —  | —  | —  | —  | —  | — | The Gift of Game       |
| 2001                                              | "Butterfly"                               | 1 | 1  | 21 | 4  | 8  | 2 | 2  | 1  | 1  | 3  | 2  | 1 | The Gift of Game       |
| 2001                                              | "Revolving Door"                          | — | —  | —  | 75 | 71 | — | 19 | 26 | 43 | 23 | 46 | — | The Gift of Game       |
| 2002                                              | "Drowning"                                | — | 24 | 24 | —  | —  | — | —  | 45 | —  | 50 | —  | — | Darkhorse              |
| 2003                                              | "Hurt You So Bad"                         | — | —  | —  | —  | —  | — | —  | —  | —  | —  | —  | — | Darkhorse              |
| 2004                                              | "Hurt You So Bad" (Paul Oakenfold Remix)" | — | —  | —  | —  | —  | — | —  | —  | —  | —  | —  | — | Hurt You So Bad        |
| 2013                                              | "Lemonface"                               | — | —  | —  | —  | —  | — | —  | —  | —  | —  | —  | — | The Brimstone Sluggers |
| 2014                                              | "Megatron"                                | — | —  | —  | —  | —  | — | —  | —  | —  | —  | —  | — | The Brimstone Sluggers |
| 2015                                              | "Packback"                                | — | —  | —  | —  | —  | — | —  | —  | —  | —  | —  | — | The Brimstone Sluggers |
| 2015                                              | "Born To Raise Hell"                      | — | —  | —  | —  | —  | — | —  | —  | —  | —  | —  | — | The Brimstone Sluggers |
| 2016                                              | "Come Inside"                             | — | —  | —  | —  | —  | — | —  | —  | —  | —  | —  | — | The Brimstone Sluggers |
| 2020                                              | "The Life I Chose" ft Hyro The Hero"      | — | —  | —  | —  | —  | — | —  | —  | —  | —  | —  | — |                        |
| 2021                                              | "Fly Away" ft Tanner Alexander"           | — | —  | —  | —  | —  | — | —  | —  | —  | —  | —  | — |                        |
| 2021                                              | "Butterfly 2021" ft Ekoh"                 | — | —  | —  | —  | —  | — | —  | —  | —  | —  | —  | — |                        |
| 2022                                              | "Leeches" ft Ray Garrison"                | — | —  | —  | —  | —  | — | —  | —  | —  | —  | —  | — |                        |
| "—" denota que el sencillo no entró en las listas |                                           |   |    |    |    |    |   |    |    |    |    |    |   |                        |